# Paul Bruns-Molar
Paul Bruns-Molar, även Paul Bruns, född 13 juni 1867 i Werden, Ruhr, död 2 februari 1934 i Berlin, var en tysk sånglärare. 
Bruns-Molar blev filosofie doktor, studerade sångkonst i Tyskland och Italien, utgav tidskrifter i ämnet och Neue Gesangmethode nach erweiterten Grundlehren vom primären Ton (1906), i anslutning till Bruno Müller-Brunows teorier, och blev 1906 sånglärare vid Julius Sterns musikkonservatorium i Berlin.